# Berdeniella julianensis
Berdeniella julianensis är en tvåvingeart som beskrevs av Jezek 2002. Berdeniella julianensis ingår i släktet Berdeniella och familjen fjärilsmyggor.
Artens utbredningsområde är Slovenien. Inga underarter finns listade i Catalogue of Life.